# Bele regis notarius
Bele regis notarius (letteralmente dal latino il notaio di re Béla; fl. tardo XII secolo – inizio del XIII secolo), talvolta semplicemente indicato come Anonimo o anonimo, fu un cronista e notaio di uno dei sovrani ungheresi di nome Béla.
La storiografia tende a ritenere che egli servì re Béla III, ma poiché non si conosce il suo esatto anno di nascita, non se ne può avere la certezza. Della sua persona si sa poco; in ogni caso, la lettera iniziale del suo nome latinizzato inizia con la P, perché si riferiva a se stesso con la formula "P. magister (P. dictus magister, secondo la comune interpretazione filologica, "P. chiamato maestro").

## Biografia
Non si conoscono dati esatti sulla sua data di nascita e di morte, né sulla sua persona, ma la maggioranza degli storici ritiene che si trattasse di un notaio al servizio di Béla III, al potere dal 1172 al 1196. Benché l'incipit d'apertura del suo scritto fornisca elementi utili per la sua descrizione, essi non possono essere interpretati in maniera univoca. Nello specifico, si tratta di un'iniziale P seguita dalle parole dictus magister ac quondam bone memorie gloriosissimi Bele regis Hungarie notarius. Innanzitutto, l'interpretazione del testo P dictus magister non risulta chiara. Il testo potrebbe riferirsi ad un uomo il cui monogramma era P o potrebbe essere un'abbreviazione del termine latino che sta per "suddetto" (praedictus) in riferimento ad un nome riportato sul frontespizio purtroppo a oggi non sopravvissuto. La maggior parte degli studiosi accetta la prima versione, traducendo il testo come «P chiamwato magister, una volta notaio del gloriosissimo Béla, re d'Ungheria di affettuosa memoria». La sua cronaca venne scritta dopo la morte di re Béla, quindi durante il dominio di un altro sovrano.
In una sua pubblicazione del 1937, lo storico Loránd Szilágyi identificava l'anonimo con un canonico, prevosto del capitolo della cattedrale di Strigonio. A supporto della sua tesi, egli sottolineava il grado di cultura del cronista, verosimilmente quello di un uomo di chiesa. Diversi autori condivisero la sua opinione fino al 1966, quando la rivista letteraria Irodalomtörténeti Közlemények pubblicò i documenti di János Horváth Jr. e Károly Sólyom, che affermavano che l'uomo era stato identificato con Pietro, vescovo di Giavarino. Il famoso storico magiaro György Györffy confutò la loro teoria nel 1970, in quanto considerava più valida l'idea di un certo Pietro al servizio come prevosto a Buda, malgrado non ci siano dati sull'esistenza di tale persona.

## Opera
L'anonimo notaio di re Béla è principalmente conosciuto all'estero e soprattutto in Ungheria per la sua opera del XIII secolo intitolata Gesta Hungarorum. L'unica copia del lavoro risalente al XIII secolo si trova attualmente custodita nella biblioteca nazionale Széchényi. Scritta in latino, fu tradotta in ungherese da István Lethenyey, canonico di Pécs (1791), István Mándy (1799) e Károly Szabó (1860). Una prima edizione della sua opera è di Flórián Mátyás, uno storico e linguista magiaro dell'Ottocento.
L'autore è colui che fornisce i maggiori dettagli sulla storia della conquista magiara del bacino dei Carpazi, tanto che grazie alle sue pagine si conoscono i nomi dei capi delle tribù ungare ancestrali; tuttavia, gli storici non considerano unanimemente affidabili questi ultimi. La fonte più importante della sua opera è la cronaca dell'abate Reginone di Prüm, di cui riprese anche gli errori. Fu negli anni '30 del XX secolo che la ricerca ungherese rivolse la sua attenzione a una delle possibili scritture da cui il magister P. trasse ispirazione, ovvero lo scritto in latino occidentale intitolato Historia Regum Britanniae dell'inglese Goffredo di Monmouth. La prefazione rivela che l'autore studiò nell'Europa occidentale, probabilmente a Parigi, e lì si avvicinò al genere letterario delle gesta, da lui impiegato come modello per la storia della conquista ungherese. Le corrispondenze tra i contenuti delle Gesta Hungarorum e la Historia Regum Britanniae sono state oggetto di uno studio molto approfondito in una pubblicazione dello studioso magiaro Dániel Bácsatyai nel 2013.
Le Gesta Hungarorum costituiscono un esempio unico di letteratura ungherese ai primordi e ancora in forma embrionale, elevandosi a un testo senza precedenti nella scrittura medievale delle gesta. In virtù della sua conoscenza della geografia del posto, è certo che l'autore proveniva dalla regione dell'Alto Tibisco ed era particolarmente informato sul clan degli Aba, una famiglia influente nel Medioevo ungherese.

## Critica letteraria

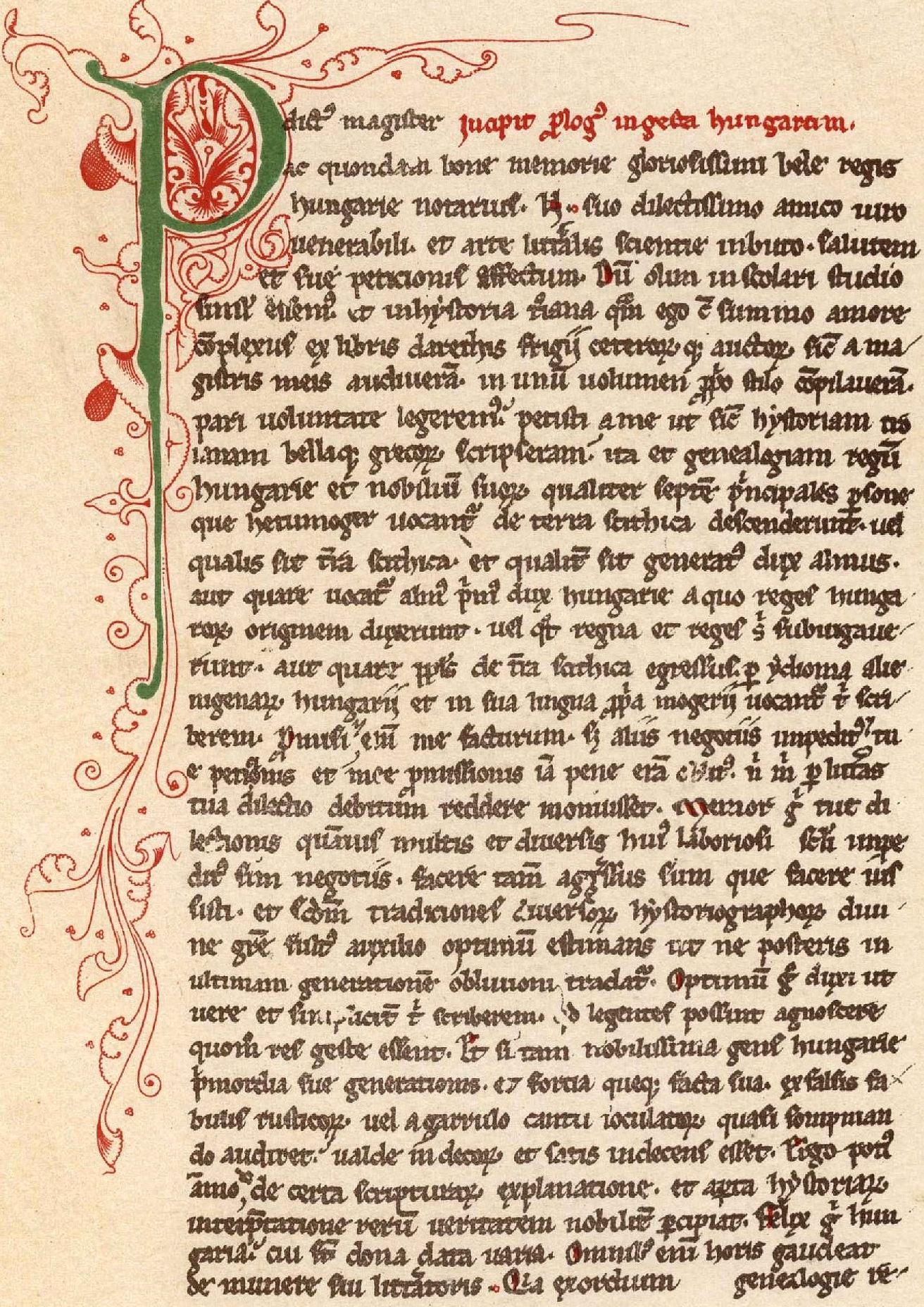
La pagina iniziale delle Gesta Hungarorum

In assenza di altre fonti scritte disponibili, le Gesta Hungarorum restano un'opera dal valore imprescindibile qualora si intenda ripercorrere la storia della conquista dell'Ungheria e, in particolare, della Transilvania come parte dell'antico principato.
L'autore dello scritto relativo alla conquista dell'Ungheria, come sottolineato da Victor Spinei, «era figlio del suo tempo fino al midollo», con la sua opera che rifletteva soprattutto le attitudini e le aspirazioni del suo tempo. L'anonimo notaio è intriso dei pensieri e degli interessi perseguiti dalla nobiltà ungherese del Basso Medioevo, con il testo stesso che persegue lo scopo di esaltare le imprese degli aristocratici compiute nei secoli passati al fianco degli Arpadi, tanto da fargli ritenere che essi non avrebbero nulla da invidiare alla dinastia regnante, poiché «hanno combattuto per ogni singolo pezzo di territorio ungherese».
Tuttavia, l'autore ha soltanto una vaga idea degli eventi reali di tre secoli dopo. Malgrado la maggiore prossimità cronologica, le Gesta Hungarorum risultano a giudizio dello storico Macartney «il più fuorviante tra tutti gli antichi testi ungheresi», poiché contengono molte informazioni che non possono essere confermate sulla base di fonti contemporanee. L'affidabilità della Gesta Hungarorum, in particolare per quanto riguarda i sovrani che si frapposero ai conquistatori magiari quali, tra gli altri, i transilvani Gelou, Glad, Menumorut è stata dibattuta dagli studiosi sin dalla pubblicazione della cronaca durante la fine del XVIII secolo. La maggior parte degli storici rumeni (inclusi Vlad Georgescu, Alexandru Madgearu e Victor Spinei) ritiene che le vicende relative ai tre duchi dell'anonimo e ai loro regni sono affidabili. Secondo Florin Curta, gli archeologi rumeni «hanno compiuto ogni sforzo possibile [...] per dimostrare che le Gesta erano una fonte affidabile per la storia medievale della Transilvania (rumena)» tra la fine degli anni '60 e gli anni '80, ma erano «rimasti basiti dal fatto che non fosse stata trovata alcuna prova sostanziale per dimostrare la veridicità del resoconto cronistico». Madgearu commenta sul «racconto sulla conquista» della Transilvania dell'anonimo che «combina dati tratti dalla tradizione orale con fatti inventati», magari frutto di racconti popolari, ma che alcuni personaggi potrebbero essere reali così come i loro nomi. Anche Spinei scrive che il grosso dei resoconti delle Gesta Hungarorum «non è frutto di invenzioni, ma gode di un discreto substrato di fonti, pur individuandosi talvolta degli anacronismi». Lo storico cita il ruolo del gruppo etnico rappresentato dai Cumani come esempio, facendo notare che la parola ungherese tradotta dall'anonimo come "Cumani" (kun) si riferiva originariamente a qualsiasi tribù nomade turca.
Altri storici (tra cui István Bóna, Dennis Deletant, Pál Engel e Gyula Kristó) scrivono che l'anonimo non aveva una reale conoscenza del bacino dei Carpazi (compresa la Transilvania) al momento della conquista ungara e inventò tutti gli oppositori dei suoi antenati perché aveva bisogno di creare degli antagonisti che sarebbero stati sconfitti. Se si segue questa visione, almeno sei «figure immaginarie» battezzate dall'anonimo corrisponderebbero al nome di un fiume, di una collina o di un insediamento (si pensi a Laborec, Menumorut e Zobor).
Le notevoli incongruenze sopra segnalate stonano con quelli che verosimilmente furono gli effettivi avversari dei conquistatori ungari: si pensi al principe della Grande Moravia Svatopluk I, ai suoi figli Svatopluk II e Mojmír II, ad Arnolfo di Carinzia, re dei Franchi Orientali, al duca Braslav di Croazia, allo zar bulgaro Simeone I o al principe Liutpoldo di Baviera). Un'altra omissione importante riguarda la battaglia di Pressburgo del 907, tappa decisiva per l'insediamento degli Ungari nella pianura pannonica, al posto della quale egli riferisce di una grande lotta contro un signore locale svoltasi ad Alpár. A ciò si aggiunge la completa assenza di riferimenti, eccezion fatta per i Bulgari, ai Moravi, agli Sloveni, ai Carantani, ai Franchi Orientali e ai Bavaresi. Il capitolo delle Gesta dove riferisce della situazione demografica del bacino carpatico intorno al 900 parla, in maniera lacunosa, di «Slavi, Bulgari, Valacchi e pastores Pannorum», ovvero le popolazioni pannoniche romanizzate. I popoli nemici che invece inventa sono la prova delle relazioni etniche tessute nel XII secolo. Gli eroi magiari a cui dà vita sono anche in gran parte "antenati" fittizi di signori del XII secolo. Un'ennesima discrasia riguarda l'effettivo stile di combattimento dei conquistatori ungari e quello descritto dall'anonimo. Nella battaglia della Brenta, i razziatori ungari eseguirono una burrascosa traversata delle acque agitate del fiume durante la schermaglia, attraversando il Danubio all'altezza di Pozsony di notte con tanto di armatura addosso. Nei decenni successivi, in tale maniera attraversarono decine di volte i principali fiumi europei, incluso una volta l'Ebro. Tuttavia, sulla scia della versione fornita dall'autore, inconsapevole di questi dettagli, molti storici hanno sostenuto che i fiumi più piccoli del bacino dei Carpazi avessero rappresentato una barriera per i conquistatori magiari per anni o decenni.
In sintesi, se per gli ungheresi le Gesta Hungarorum rappresentano un lavoro dall'inequivocabile valore letterario ma dal discutibile contributo in termini storiografici, per gli accademici daci e transilvani esso assume validità anche in quell'ambito, in quanto a loro giudizio accrescerebbe la verosimiglianza della teoria della continuità dacico-romana del popolo rumeno.

### Fonti primarie
- Anonimo notaio di re Béla, Gesta Hungarorum, traduzione di Martyn Rady e László Veszprémy, CEU Press, 2010, ISBN 978-963-9776-95-1.

### Fonti secondarie
- (EN) Lucian Boia, History and Myth in Romanian Consciousness, Central European University Press, 2001, ISBN 963-9116-96-3.
- (EN) István Bóna, The Hungarian–Slav Period (895–1172), in History of Transylvania, Akadémiai Kiadó, 1994,  pp. 109-177, ISBN 963-05-6703-2.
- (EN) Florin Curta, Transylvania around A.D 1000, in Europe around the Year 1000, Wydawn, 2001,  pp. 141-165, ISBN 83-7181-211-6.
- (EN) Oksana Buranbaeva e Vanja Mladineo, Culture and Customs of Hungary, ABC-CLIO, 2011, ISBN 978-0-313-38369-4.
- (EN) Florin Curta, Southeastern Europe in the Middle Ages, 500–1250, Cambridge, Cambridge University Press, 2006.
- (EN) Dennis Deletant, Ethnos and Mythos in the History of Transylvania: the case of the chronicler Anonymus, in Historians and the History of Transylvania, Boulder, 1992,  pp. 67-85, ISBN 0-88033-229-8.
- (EN) Pál Engel, The Realm of St Stephen: A History of Medieval Hungary, 895-1526, I.B. Tauris Publishers, 2001, ISBN 1-86064-061-3.
- (EN) Vlad Georgescu, The Romanians: A History, Ohio State University Press, 1991, ISBN 0-8142-0511-9.
- (EN) Gyula Kristó, Hungarian History in the Ninth Century, Szegedi Középkorász Muhely, 1996, ISBN 963-482-113-8.
- Gyula Kristó, Early Transylvania (895-1324), Lucidus Kiadó, 2003, ISBN 963-9465-12-7.
- (EN) Carlile A. Macartney, The Medieval Hungarian Historians: A Critical & Analytical Guide, Cambridge University Press, ISBN 978-0-521-08051-4.
- (EN) Alexandru Madgearu, The Romanians in the Anonymous Gesta Hungarorum: Truth and Fiction, Romanian Cultural Institute, Center for Transylvanian Studies, 2005, ISBN 973-7784-01-4.
- (EN) Ioan-Aurel Pop, Romanians and Hungarians from the 9th to the 14th Century: The Genesis of the Transylvanian Medieval State, Centrul de Studii Transilvane, Fundaţia Culturală Română, 1996, ISBN 973-577-037-7.
- (EN) Martyn Rady, The Gesta Hungarorum of Anonymus, the Anonymous Notary of King Béla: A Translation, in The Slavonic and East European Review, vol. 87, n. 4, Modern Humanities Research Association, ottobre 2009,  pp. 681-727.
- (EN) Martyn Rady e László Veszprémy, Introduction, in Anonymus and Master Roger, CEU Press, 2010,  pp. XVII-XXXVIII, ISBN 978-963-9776-95-1.
- (EN) Tudor Sălăgean, Romanian Society in the Early Middle Ages (9th-14th Centuries AD), in History of Romania: Compendium, Romanian Cultural Institute (Center for Transylvanian Studies), 2005,  pp. 133-207, ISBN 978-973-7784-12-4.
- (EN) Victor Spinei, The Romanians and the Turkic Nomads North of the Danube Delta from the Tenth to the Mid-Thirteenth Century, Brill, 2009, ISBN 978-90-04-17536-5.
- (HU) Gábor Thoroczkay, Írások az Árpád-korról: Történeti és historiográfiai tanulmányok, 7. fejezet: Anonymusról - röviden [Scritti sull'epoca degli Arpadi: studi storici e storiografici, capitolo 7: sull'Anonimo - in breve], L'Harmattan, 2009, ISBN 978-963-236-165-9.